# Bonningues-lès-Calais
Bonningues-lès-Calais és un municipi francès situat al departament del Pas de Calais i a la regió dels Alts de França. L'any 2007 tenia 606 habitants.

## Demografia

### Població
El 2007 la població de fet de Bonningues-lès-Calais era de 606 persones. Hi havia 185 famílies de les quals 32 eren unipersonals (16 homes vivint sols i 16 dones vivint soles), 48 parelles sense fills, 85 parelles amb fills i 20 famílies monoparentals amb fills.
La població ha evolucionat segons el següent gràfic:
Habitants censats

### Habitatges
El 2007 hi havia 219 habitatges, 205 eren l'habitatge principal de la família, 4 eren segones residències i 10 estaven desocupats. 215 eren cases i 2 eren apartaments. Dels 205 habitatges principals, 156 estaven ocupats pels seus propietaris, 47 estaven llogats i ocupats pels llogaters i 2 estaven cedits a títol gratuït; 1 tenia una cambra, 6 en tenien dues, 19 en tenien tres, 36 en tenien quatre i 143 en tenien cinc o més. 185 habitatges disposaven pel capbaix d'una plaça de pàrquing. A 65 habitatges hi havia un automòbil i a 118 n'hi havia dos o més.

### Piràmide de població
La piràmide de població per edats i sexe el 2009 era:
| Homes | Edats   | Dones |
| ----- | ------- | ----- |
| 0     | 95 o +  | 0     |
| 0     | 90 a 94 | 0     |
| 0     | 85 a 89 | 2     |
| 1     | 80 a 84 | 7     |
| 3     | 75 a 79 | 3     |
| 5     | 70 a 74 | 6     |
| 15    | 65 a 69 | 11    |
| 10    | 60 a 64 | 9     |
| 7     | 55 a 59 | 7     |
| 16    | 50 a 54 | 15    |
| 25    | 45 a 49 | 22    |
| 27    | 40 a 44 | 26    |
| 34    | 35 a 39 | 22    |
| 21    | 30 a 34 | 27    |
| 16    | 25 a 29 | 20    |
| 14    | 20 a 24 | 13    |
| 21    | 15 a 19 | 22    |
| 22    | 10 a 14 | 30    |
| 12    | 5 a 9   | 31    |
| 27    | 0 a 4   | 21    |

## Economia
El 2007 la població en edat de treballar era de 383 persones, 269 eren actives i 114 eren inactives. De les 269 persones actives 247 estaven ocupades (134 homes i 113 dones) i 22 estaven aturades (6 homes i 16 dones). De les 114 persones inactives 26 estaven jubilades, 50 estaven estudiant i 38 estaven classificades com a «altres inactius».

### Ingressos
El 2009 a Bonningues-lès-Calais hi havia 221 unitats fiscals que integraven 639 persones, la mediana anual d'ingressos fiscals per persona era de 19.528 €.

### Activitats econòmiques
Dels 18 establiments que hi havia el 2007, 7 eren d'empreses extractives, 1 d'una empresa de construcció, 2 d'empreses de comerç i reparació d'automòbils, 1 d'una empresa d'hostatgeria i restauració, 2 d'empreses immobiliàries, 4 d'empreses de serveis i 1 d'una entitat de l'administració pública.
L'únic servei als particulars que hi havia el 2009 era una fusteria.
L'any 2000 a Bonningues-lès-Calais hi havia 7 explotacions agrícoles.

## Equipaments sanitaris i escolars
El 2009 hi havia una escola elemental.

## Poblacions més properes
El següent diagrama mostra les poblacions més properes.